# اتفاقية سلام دارفور
قد تشير اتفاقية سلام دارفور إلى أحد اتفاقي سلام دارفور اللذين وقعت عليهما حكومة السودان وجماعات المتمردين المتمركزة في دارفور في عامي 2006 و2011 بهدف إنهاء الصراع في دارفور.

## اتفاقية أبوجا (2006)
تم التوقيع على اتفاقية سلام دارفور لعام 2006، والمعروفة أيضًا باسم اتفاقية أبوجا، في 5 مايو 2006 قبل حكومة السودان برئاسة عمر البشير إلى جانب فصيل من حركة تحرير السودان بقيادة مني مناوي. ومع ذلك، تم رفض الاتفاق من قبل مجموعتين أخريين أصغر، حركة العدل والمساواة، وفصيل منافس من جيش تحرير السودان بقيادة عبد الواحد محمد نور.
كان الاتفاق المكون من 115 صفحة واسع النطاق واشتمل على قضايا تتعلق بتقاسم السلطة على المستوى الوطني وعلى مستوى الدولة، ونزع سلاح الجنجاويد والمليشيات الأخرى، ودمج قوات جيش تحرير السودان وحركة العدل والمساواة في القوات المسلحة السودانية والشرطة السودانية، وهو نظام للثروة الفيدرالية - المشاركة من أجل تعزيز المصالح الاقتصادية في دارفور، واستفتاء حول الوضع المستقبلي لدارفور وتدابير لتعزيز تدفق المساعدات الإنسانية إلى المنطقة.
تم تنسيق الاتفاقية من قبل كبير المفاوضين سليم أحمد سليم (يعمل نيابة عن الاتحاد الأفريقي) ونائب وزير الخارجية الأمريكي روبرت زوليك وممثلي الاتحاد الأفريقي وغيرهم من المسؤولين الأجانب العاملين في أبوجا بنيجيريا. وشهد على الاتفاقية ممثلو الاتحاد الأفريقي ونيجيريا وليبيا والولايات المتحدة والمملكة المتحدة والأمم المتحدة والاتحاد الأوروبي وجامعة الدول العربية ومصر وكندا والنرويج وهولندا.

### تفاصيل الاتفاقية
تطلب الاتفاق من حكومة الوحدة الوطنية السودانية استكمال نزع سلاح وتسريح ميليشيات الجنجاويد بحلول منتصف أكتوبر 2006. كما وضعت قيودا على تحركات قوات الدفاع الشعبي وتطلبت تقليصها. تم وضع جدول تسلسل مفصل وجدول تدريجي مفصل للتأكد من أن الاتحاد الأفريقي يشهد على نزع سلاح الجنجاويد والمليشيات المسلحة الأخرى قبل تجميع قوات المتمردين وإعدادهم لنزع سلاحهم وتسريحهم. نص الاتفاق على دمج 4000 مقاتل سابق في القوات المسلحة السودانية، و1000 في قوات الشرطة، و3000 من خلال برامج التعليم والتدريب. كان من المقرر دمج المقاتلين السابقين في مجموعات من 100-150 ويشكلون 33 في المائة من كل كتيبة متكاملة.
تم وضع العمليات الديمقراطية لأهل دارفور لاختيار قادتهم وتحديد وضعهم كمنطقة. وحصل المتمردون الموقعون على الاتفاقية على رابع أعلى منصب في حكومة الوحدة الوطنية السودانية: مساعد أول لرئيس ورئيس السلطة الإقليمية الانتقالية لدارفور. وقد أعطيت سلطة الدفاع الإقليمية الانتقالية مسؤولية تنفيذ اتفاق السلام في دارفور، مع سيطرة الحركات المتمردة على تلك الهيئة بشكل فعال. في يوليو 2010، كان من المقرر إجراء استفتاء شعبي لتحديد ما إذا كان سيتم إنشاء دارفور كمنطقة وحدوية مع حكومة واحدة. خلال فترة السنوات الثلاث السابقة للانتخابات، منح الاتفاق حركات التمرد اثني عشر مقعدًا في الجمعية الوطنية بالخرطوم، و21 مقعدًا في كل هيئة تشريعية بولاية دارفور، وحاكم ولاية ونائبين لحاكم الولاية في دارفور، ومناصب عليا في الولاية الوزارات والمناصب الرئيسية في الحكومات المحلية.
وقد ألزم الاتفاق المجتمع الدولي بعقد مؤتمر للمانحين للتعهد بتقديم أموال إضافية لدارفور، ودعا رئيس سلطة الدفاع الإقليمية والهادفة إلى تقديم موجز عن الاحتياجات والأولويات إلى ذلك المؤتمر. تم تكليف حكومة الوحدة الوطنية بالمساهمة بمبلغ 300 مليون دولار مبدئيًا ثم 200 مليون دولار سنويًا للسنتين القادمتين لإعادة بناء المنطقة. وإنشاء بعثة تقييم مشتركة - على غرار المهمة التي تم القيام بها لإعادة الإعمار في الجنوب بعد اتفاق السلام الشامل (الشمال والجنوب) - لتحديد احتياجات إعادة الإعمار والتنمية المحددة لدارفور.
كما تم إنشاء مناطق عازلة حول مخيمات المشردين داخليا وممرات المساعدة الإنسانية. وأنشئت لجنة للعمل مع الأمم المتحدة لمساعدة اللاجئين والمشردين على العودة إلى ديارهم. نص الاتفاق على أن الحكومة السودانية ستقدم 30 مليون دولار كتعويض لضحايا النزاع.

## اتفاقية الدوحة (2011)
تم توقيع اتفاقية سلام دارفور لعام 2011، والمعروفة أيضًا باسم اتفاقية الدوحة، في يوليو 2011 بين حكومة السودان وحركة التحرير والعدالة. أنشأت هذه الاتفاقية صندوق تعويضات لضحايا نزاع دارفور، وسمحت لرئيس السودان بتعيين نائب رئيس من دارفور، وأنشأت هيئة إقليمية جديدة لدارفور للإشراف على المنطقة حتى يتمكن الاستفتاء من تحديد وضعها الدائم داخل جمهورية السودان. كما نصت الاتفاقية على تقاسم السلطة على المستوى الوطني: يحق للحركات التي توقع على الاتفاقية ترشيح وزيرين وأربعة وزراء دولة على المستوى الفيدرالي وستكون قادرة على ترشيح 20 عضوًا في الهيئة التشريعية الوطنية. يحق للحركات ترشيح حاكمَين لولاية في إقليم دارفور.

## روابط خارجية
- النص الكامل لاتفاق سلام دارفور، صانع السلام التابع للأمم المتحدة
- نص جميع اتفاقيات السلام للسودان، صانع السلام التابع للأمم المتحدة